# 暮云市站
暮云市站位于中華人民共和國湖南省长沙市天心区暮云街道，建于1937年。距北京丰台站1602公里，距广州站681公里。该站于2016年6月30日关闭。